# Kölpények
A kölpények skandináv eredetű népcsoport volt, amelyet az Árpád-ház korai uralkodói, közülük is elsősorban valószínűleg Taksony fejedelem, illetve trónörököse a jövendő Géza fejedelem katonai segédnépként, illetve határőrökként alkalmazott. A kölpények a bizánci császárság haderejében is ott voltak, a 11. században kulpingoi néven említik őket. Nevüket összevetették a besenyő Külbej törzsnévvel is, ami kevésbé valószínű.
A türk eredetű magyar hadrendszerben mindig a trónörökös állt a csatlakozott segédnépek élén. Taksony fejedelemsége idején, Tar Zerind halála után Géza birtokolta a trónörökösnek járó bihari dukátust és bizonyos aldunai területeket is, ezért a magyar keleti politika elsősorban Gézán keresztül zajlott. Ekkor jött létre Bizánc ellen a magyar–besenyő–bolgár–orosz szövetség, amelynek vezéralakja I. Szvjatoszláv kijevi fejedelem volt. Az ő varég dinasztiájának katonai kíséretéhez tartoztak a varég kylfingarok, akiket a szláv források kolbjagi néven említenek. A Bizánc ellenes szövetség az arkadiopoliszi csatával tragikus véget ért, a csata után a nyilván Szvjatoszlávot hibáztató besenyők sztyeppei szokás szerint a kijevi nagyfejedelmet megölték, vezérük koponyájából ivókupát csináltatott. Ekkor nagy számban csatlakozhattak a fejedelem kíséretéből kölpények a magyarokhoz.
A magyar hagyomány a személynévvé vált Kölpény nevet a 958-as hadjárat hőséhez, Botondhoz kötötte, a monda szerint ő volt Botond apja. Valószínűbb azonban, hogy etnikai megjelölésről van szó, azaz Botond maga is kölpény származású lehetett, erre utal nevének jelentése: "buzogányos".
Taksony uralkodása a magyar állam erős keleti kapcsolatai folytán, besenyők közül szintén kerültek Magyarországra népelemek katonai segédnépnek, a talmácsok. A Taksony kori etnikai határvédelem vonala a két sajátos katonaelem – Talmács és Kölpény – telepeinek láncolatából állapítható meg. A kölpények emlékét helységnevek őrzik, mint a Bács-Bodrog vármegyei Kölpény, a Szerém vármegyei Kölpény vagy a marosszéki Mezőkölpény. A magyar határt védő kölpényekről kaphatta nevét az alsó-ausztriai Kilbing a Traisen folyó keleti partján, az Árva vármegyei Alsókubin és Felsőkubin (Kolbin, a 13. században), a Temes–Béga torkolatánál Kölpény és Kulpin-tó.
Szent István király Prágában őrzött kardja skandináv gyártmány, valószínűleg szintén a kölpényekhez köthető.